# Cherán
Cherán är en kommunhuvudort i Mexiko.   Den ligger i kommunen Cherán och delstaten Michoacán de Ocampo, i den södra delen av landet, 300 km väster om huvudstaden Mexico City. Cherán ligger 2 395 meter över havet och antalet invånare är 12 949.
Terrängen runt Cherán är lite bergig. Runt Cherán är det ganska tätbefolkat, med 72 invånare per kvadratkilometer. Närmaste större samhälle är Paracho de Verduzco, 10,8 km väster om Cherán. I omgivningarna runt Cherán växer huvudsakligen savannskog.